# Сурабаја
Сурабаја (инд. Surabaya) главни је град провинције Источна Јава у Индонезији. Налази се на северној обали острва Јава, на ушћу реке Мас. То је један од најранијих лучких градова у југоисточној Азији. Према Националној агенцији за планирање развоја, Сурабаја је један од четири главна централна града Индонезије, поред Џакарте, Медана и Макасара.
Након Џакарте, Сурабаја је други највећи град земљишта са око 3 милиона становника. Главни производи који се извозе преко градске луке су: шећер, дуван и кафа. Највећи део становништва чине Јаванци, а ту још живе Мадуранци, Кинези и Арапи.
Град је у 10. веку населило Краљевство Јангала, једно од два јаванска краљевства, формирано 1045. године када је Ајрланга абдицирао са свог трона у корист своја два сина. Крајем 15. и 16. века, Сурабаја је прерасла у војводство, велику политичку и војну силу, као и луку на истоку Јаве, вероватно под царством Маџапахит. У то време Сурабаја је већ била главна трговачка лука, захваљујући свом положају на делти реке Брантас и трговинском путу између Малаке и Острва зачина преко Јаванског мора. Током пропадања Маџапахита, господар Сурабаје се опирао успону Демак султаната и потчинио се његовој владавини тек 1530. Сурабаја се осамосталила након смрти султана Тренгане из Демака 1546. године.
Од 18. века до средине 20. века, Сурабаја је била највећи град Холандске источне Индије и центар трговине у Индонежанском архипелагу, који је тада био конкурент Шангају и Хонгконгу. Град је познат као Кота Пахлаван (град хероја) због важности Битке код Сурабаје током Индонежанске националне револуције. Град је једно од важних финансијских, комерцијалних, индустријских, транспортних и забавних чворишта архипелага, други након на Џакарте, а лука Тањунг Перак је друга најпрометнија морска лука у Индонезији која се налази на северу Сурабаје. Град је такође познат по томе што је један од најчистијих и најзеленијих у Индонезији.

## Становништво
| 2010.     |
| --------- |
| 2.765.908 |

## Географија

### Клима
| Клима Сурабаја, елевација: 5 m (16 ft), екстреми 1963–1980                                                                                               | Клима Сурабаја, елевација: 5 m (16 ft), екстреми 1963–1980 | Клима Сурабаја, елевација: 5 m (16 ft), екстреми 1963–1980 | Клима Сурабаја, елевација: 5 m (16 ft), екстреми 1963–1980 | Клима Сурабаја, елевација: 5 m (16 ft), екстреми 1963–1980 | Клима Сурабаја, елевација: 5 m (16 ft), екстреми 1963–1980 | Клима Сурабаја, елевација: 5 m (16 ft), екстреми 1963–1980 | Клима Сурабаја, елевација: 5 m (16 ft), екстреми 1963–1980 | Клима Сурабаја, елевација: 5 m (16 ft), екстреми 1963–1980 | Клима Сурабаја, елевација: 5 m (16 ft), екстреми 1963–1980 | Клима Сурабаја, елевација: 5 m (16 ft), екстреми 1963–1980 | Клима Сурабаја, елевација: 5 m (16 ft), екстреми 1963–1980 | Клима Сурабаја, елевација: 5 m (16 ft), екстреми 1963–1980 | Клима Сурабаја, елевација: 5 m (16 ft), екстреми 1963–1980 |
| Показатељ \ Месец | .Јан.                                                      | .Феб.                                                      | .Мар.                                                      | .Апр.                                                      | .Мај.                                                      | .Јун.                                                      | .Јул.                                                      | .Авг.                                                      | .Сеп.                                                      | .Окт.                                                      | .Нов.                                                      | .Дец.                                                      | .Год.                                                      |
| --- | ---------------------------------------------------------- | ---------------------------------------------------------- | ---------------------------------------------------------- | ---------------------------------------------------------- | ---------------------------------------------------------- | ---------------------------------------------------------- | ---------------------------------------------------------- | ---------------------------------------------------------- | ---------------------------------------------------------- | ---------------------------------------------------------- | ---------------------------------------------------------- | ---------------------------------------------------------- | ---------------------------------------------------------- |
| Апсолутни максимум, °C (°F) | 33,3 (91,9)                                                | 34,4 (93,9)                                                | 33,9 (93)                                                  | 33,3 (91,9)                                                | 33,9 (93)                                                  | 33,9 (93)                                                  | 33,9 (93)                                                  | 34,4 (93,9)                                                | 33,9 (93)                                                  | 35 (95)                                                    | 35,6 (96,1)                                                | 35 (95)                                                    | 35,6 (96,1)                                                |
| Максимум, °C (°F) | 31,8 (89,2)                                                | 31,5 (88,7)                                                | 31,6 (88,9)                                                | 31,4 (88,5)                                                | 31,6 (88,9)                                                | 31,2 (88,2)                                                | 31,3 (88,3)                                                | 30,1 (86,2)                                                | 32,7 (90,9)                                                | 33,4 (92,1)                                                | 33,1 (91,6)                                                | 31,9 (89,4)                                                | 31,8 (89,2)                                                |
| Просек, °C (°F) | 26,8 (80,2)                                                | 26,8 (80,2)                                                | 27 (81)                                                    | 27,3 (81,1)                                                | 27,3 (81,1)                                                | 26,7 (80,1)                                                | 26,2 (79,2)                                                | 26,5 (79,7)                                                | 27,2 (81)                                                  | 28,2 (82,8)                                                | 28,3 (82,9)                                                | 27,3 (81,1)                                                | 27,13 (80,87)                                              |
| Минимум, °C (°F) | 24,1 (75,4)                                                | 24,2 (75,6)                                                | 24,0 (75,2)                                                | 24,8 (76,6)                                                | 24,1 (75,4)                                                | 23,5 (74,3)                                                | 23,0 (73,4)                                                | 22,5 (72,5)                                                | 22,9 (73,2)                                                | 23,7 (74,7)                                                | 24,1 (75,4)                                                | 23,8 (74,8)                                                | 23,7 (74,7)                                                |
| Апсолутни минимум, °C (°F) | 21,1 (70)                                                  | 21,1 (70)                                                  | 20,6 (69,1)                                                | 18,3 (64,9)                                                | 16,7 (62,1)                                                | 15,6 (60,1)                                                | 14,4 (57,9)                                                | 16,1 (61)                                                  | 16,7 (62,1)                                                | 17,8 (64)                                                  | 19,4 (66,9)                                                | 20 (68)                                                    | 14,4 (57,9)                                                |
| Количина кише, mm (in) | 327 (12,87)                                                | 275 (10,83)                                                | 283 (11,14)                                                | 181 (7,13)                                                 | 159 (6,26)                                                 | 47 (1,85)                                                  | 17 (0,67)                                                  | 15 (0,59)                                                  | 22 (0,87)                                                  | 101 (3,98)                                                 | 105 (4,13)                                                 | 219 (8,62)                                                 | 1,751 (68,94)                                              |
| Дани са кишом | 17                                                         | 18                                                         | 19                                                         | 15                                                         | 13                                                         | 7                                                          | 5                                                          | 3                                                          | 4                                                          | 11                                                         | 12                                                         | 23                                                         | 147                                                        |
| Релативна влажност, % | 66,61                                                      | 69,1                                                       | 66,3                                                       | 67,23                                                      | 64,87                                                      | 60,27                                                      | 60,84                                                      | 57,87                                                      | 54,53                                                      | 56,06                                                      | 56,13                                                      | 63,03                                                      | 61,903                                                     |
| Сунчани сати — месечни просек | 140,6                                                      | 123,6                                                      | 143,2                                                      | 155,8                                                      | 188,9                                                      | 199,3                                                      | 223,8                                                      | 245,5                                                      | 228,8                                                      | 221,0                                                      | 182,6                                                      | 138,1                                                      | 2.191,2                                                    |
| Извор #1: World Meteorological Organization; Climate-Data.org (daily mean); and Worldwide Bioclimatic Classification System (record extreme temperature) |                                                            |                                                            |                                                            |                                                            |                                                            |                                                            |                                                            |                                                            |                                                            |                                                            |                                                            |                                                            |                                                            |
| Извор #2: WeatherOnline (2000–2019 sunshine data) |                                                            |                                                            |                                                            |                                                            |                                                            |                                                            |                                                            |                                                            |                                                            |                                                            |                                                            |                                                            |                                                            |

| Подаци о брзини ветра и влажности за Сурабају | Подаци о брзини ветра и влажности за Сурабају | Подаци о брзини ветра и влажности за Сурабају | Подаци о брзини ветра и влажности за Сурабају | Подаци о брзини ветра и влажности за Сурабају | Подаци о брзини ветра и влажности за Сурабају | Подаци о брзини ветра и влажности за Сурабају | Подаци о брзини ветра и влажности за Сурабају | Подаци о брзини ветра и влажности за Сурабају | Подаци о брзини ветра и влажности за Сурабају | Подаци о брзини ветра и влажности за Сурабају | Подаци о брзини ветра и влажности за Сурабају | Подаци о брзини ветра и влажности за Сурабају | Подаци о брзини ветра и влажности за Сурабају |
| Месец                                         | Јан                                           | Феб                                           | Мар                                           | Апр                                           | Мај                                           | Јун                                           | Јул                                           | Авг                                           | Сеп                                           | Окт                                           | Нов                                           | Дец                                           | Година                                        |
| --------------------------------------------- | --------------------------------------------- | --------------------------------------------- | --------------------------------------------- | --------------------------------------------- | --------------------------------------------- | --------------------------------------------- | --------------------------------------------- | --------------------------------------------- | --------------------------------------------- | --------------------------------------------- | --------------------------------------------- | --------------------------------------------- | --------------------------------------------- |
| Максимална брзина ветра ()                    | 23                                            | 16                                            | 16                                            | 26                                            | 27                                            | 29                                            | 40                                            | 34                                            | 34                                            | 35                                            | 29                                            | 21                                            | 27,5                                          |
| Просечна брзина ветра ()                      | 13,39                                         | 12,10                                         | 13,30                                         | 14,37                                         | 20,26                                         | 16,87                                         | 22,71                                         | 22,16                                         | 22,8                                          | 22,35                                         | 18,6                                          | 13,55                                         | 17,71                                         |
| Минимална брзина ветра ()                     | 8                                             | 10                                            | 10                                            | 10                                            | 3                                             | 5                                             | 11                                            | 11                                            | 14                                            | 10                                            | 11                                            | 10                                            | 9,42                                          |
| Максимална влажност (%)                       | 86                                            | 75                                            | 83                                            | 92                                            | 96                                            | 77                                            | 67                                            | 69                                            | 64                                            | 73                                            | 65                                            | 79                                            | 77,17                                         |
| Просечна влажност (%)                         | 66,61                                         | 69,1                                          | 66,3                                          | 67,23                                         | 64,87                                         | 60,27                                         | 60,84                                         | 57,87                                         | 54,53                                         | 56,06                                         | 56,13                                         | 63,03                                         | 61,9                                          |
| Минимална влажност (%)                        | 44                                            | 60                                            | 59                                            | 58                                            | 53                                            | 47                                            | 52                                            | 47                                            | 46                                            | 42                                            | 46                                            | 53                                            | 50,58                                         |
| Извор: Климатево                              |                                               |                                               |                                               |                                               |                                               |                                               |                                               |                                               |                                               |                                               |                                               |                                               |                                               |

| Климатски подаци за Сурабају  | Климатски подаци за Сурабају | Климатски подаци за Сурабају | Климатски подаци за Сурабају | Климатски подаци за Сурабају | Климатски подаци за Сурабају | Климатски подаци за Сурабају | Климатски подаци за Сурабају | Климатски подаци за Сурабају | Климатски подаци за Сурабају | Климатски подаци за Сурабају | Климатски подаци за Сурабају | Климатски подаци за Сурабају | Климатски подаци за Сурабају |
| Месец                         | Јан                          | Феб                          | Мар                          | Апр                          | Мај                          | Јун                          | Јул                          | Авг                          | Сеп                          | Окт                          | Нов                          | Дец                          | Година                       |
| ----------------------------- | ---------------------------- | ---------------------------- | ---------------------------- | ---------------------------- | ---------------------------- | ---------------------------- | ---------------------------- | ---------------------------- | ---------------------------- | ---------------------------- | ---------------------------- | ---------------------------- | ---------------------------- |
| Просечна температура мора     | 29,3 (84,7)                  | 28,9 (84,0)                  | 29,4 (84,9)                  | 29,6 (85,3)                  | 29,5 (85,1)                  | 29,0 (84,2)                  | 28,3 (82,9)                  | 27,8 (82,0)                  | 28,1 (82,6)                  | 28,9 (84,0)                  | 30,1 (86,2)                  | 30,2 (86,4)                  | 29,1 (84,4)                  |
| Средња дневна дневна светлост | 12,5                         | 12,3                         | 12,1                         | 11,9                         | 11,8                         | 11,7                         | 11,7                         | 11,9                         | 12,1                         | 12,3                         | 12,5                         | 12,5                         | 12,1                         |
| Просечни UV индекс            | 12                           | 12                           | 12                           | 12                           | 11                           | 10                           | 10                           | 12                           | 12                           | 12                           | 12                           | 12                           | 11,6                         |
| Извор: Метереолошки атлас     |                              |                              |                              |                              |                              |                              |                              |                              |                              |                              |                              |                              |                              |

## Међународни односи

### Дипломатске мисије

#### Генерални конзулати
- Аустралијски генерални конзулат, Сурабаја[17]
- Кинески генерални конзулат, Сурабаја[18][19]
- Генерални конзулат Јапана, Сурабаја[20][21]
- Генерални конзулат Сједињених Држава, Сурабаја[19][22]

#### Конзулати
- Аустрија[23]
- Белорусија[24][25]
- Белгија[26]
- Чешка Република[19]
- Данска[19][27]
- Источни Тимор[28]
- Француска[19][29][30]
- Немачка[19]
- Мађарска[31]
- Индија[32]
- Монголија[33]
- Холандија[19][34]
- Нови Зеланд[35]
- Пољска[36][37]
- Русија[19]
- Словачка[19]
- Швајцарска[38]
- Шри Ланка[39]
- Шведска[40]
- Тајланд[19][41]
- Уједињено Краљевство[19][42]

#### Остале дипломатске канцеларије
- Тајван (Тајпејски уред за привреду и трговину у Сурабаји)[43]

### Партнерски градови
- Сијетл, Сједињене Државе (1992)[44]
- Бусан, Јужна Кореја (1994)[45]
- Кочи, Јапан (1997)[46]
- Монтереј, Мексико (2001)[47]
- Гуангџоу, Кина (2005)[48]
- Сјамен, Кина (2008)[49]
- Варна, Бугарска (2010)[50]
- Либерпул, Уједињено Краљевство (2017)[51]
- Њу Делхи, Индија (2021)
- Шах Алам, Малезија[52]
- Китакјушу, Тајван[53]
- Александрија, Египат
- Џохор Бахру, Малезија
- Куала Балајт, Брунеј